# Сетчатокрылые
Сетчатокры́лые (лат. Neuroptera) — отряд свободноживущих новокрылых насекомых с полным превращением. Это относительно небольшая группа, в настоящее время учёными описано 5937 видов, включая 469 ископаемых видов (Zhang, 2013). Сетчатокрылые имеют вытянутое тело с мягкими покровами. 2 пары крыльев этих насекомых покрыты густой сетью жилок. Окраска сетчатокрылых нежно-зеленая или бурая, зачастую с ярко-золотистыми глазами. К отряду относятся такие представители, как златоглазки, муравьиные львы, мантиспы. Сетчатокрылые — преимущественно хищные насекомые. Наибольшие отличия в морфологии и экологии представителей отряда наблюдаются на личиночной стадии. Впервые сетчатокрылые появились в пермском периоде. Дальнейшему развитию группы способствовали климатические и геологические изменения мезозойской эры.

## Общая характеристика
Взрослые особи сетчатокрылых имеют длину тела 2—20 мм, крылья в размахе достигают 150 мм. К крупным представителям отряда относятся отдельные виды муравьиных львов (Myrmeleontidae), а также некоторые аскалафы (Ascalaphidae). Некоторые виды внешне немного похожи на стрекоз. Голова сетчатокрылых гипогнатическая, со сложными глазами, между которыми расположены усики. Ротовой аппарат грызущий. У личинок ротовой аппарат функционирует как колюще-сосущий. Антенны сетчатокрылых многочленистые, иногда головчатые. Отличительной особенностью сетчатокрылых является наличие у взрослых особей двух пар развитых сетчатых крыльев, складывающихся крышеобразно. Крылья обычно прозрачные, пятнистые, но могут быть окрашенными. У большинства видов сеть жилок на крыльях богатая, реже упрощенная, при этом ветви у края заметно раздвоены. Мускулатура крыльев сетчатокрылых полностью или частично гомономная. В полете передняя и задняя пары крыльев двигаются независимо.

## Генетика
Число хромосом у сетчатокрылых варьирует: диплоидные числа колеблются от 10 до 26. Цитогенетическая информация известна для 72 таксонов, принадлежащих пяти семействам. XY детерминация пола доминирует в группе и встречается у 70 таксонов и во всех исследованных семействах. Y-хромосома была потеряна по крайней мере дважды, у Climacia areolaris (Sisyridae) и у Plega dactyloya (Mantispidae). Семейство Mantispidae также включает вид Entanoneura phithisica, который имеет систему половых хромосом X1X2X3Y1Y2Y3. E. phhithisica имеет 7 аутосом, что на 2 меньше, чем у E. limbata, что указывает на то, что, вероятно, это было преобразование двух точечных аутосом для образования этой системы множественных половых хромосом.

## Образ жизни
Сетчатокрылые — насекомые с полным превращением. Это означает, что личиночная и имагинальная стадии сильно различаются по экологическим и морфологическим характеристикам. Куколки сетчатокрылых свободные, иногда имеют волокнистый кокон, который формируется за счёт секрета мальпигиевых сосудов, открывающихся в задний отдел кишечника.
Пищеварение у личинок сетчатокрылых наружное. Пищеварительный секрет впрыскивается в тело жертвы по каналу, образованному желобком мандибул и прилегающей к нему внутренней жевательной лопастью нижних челюстей. По этому же каналу всасывается разжиженное пищеварительными соками внутреннее содержимое жертвы. Причём у личинок сетчатокрылых непереваренные остатки пищи не выводятся наружу, а накапливаются в течение всего развития. Это обеспечивается наличием непроницаемой перегородки между средней и задней кишкой личинок. При образовании имаго происходит соединение средней и задней кишки, и накопленные ранее экскременты выбрасываются наружу.

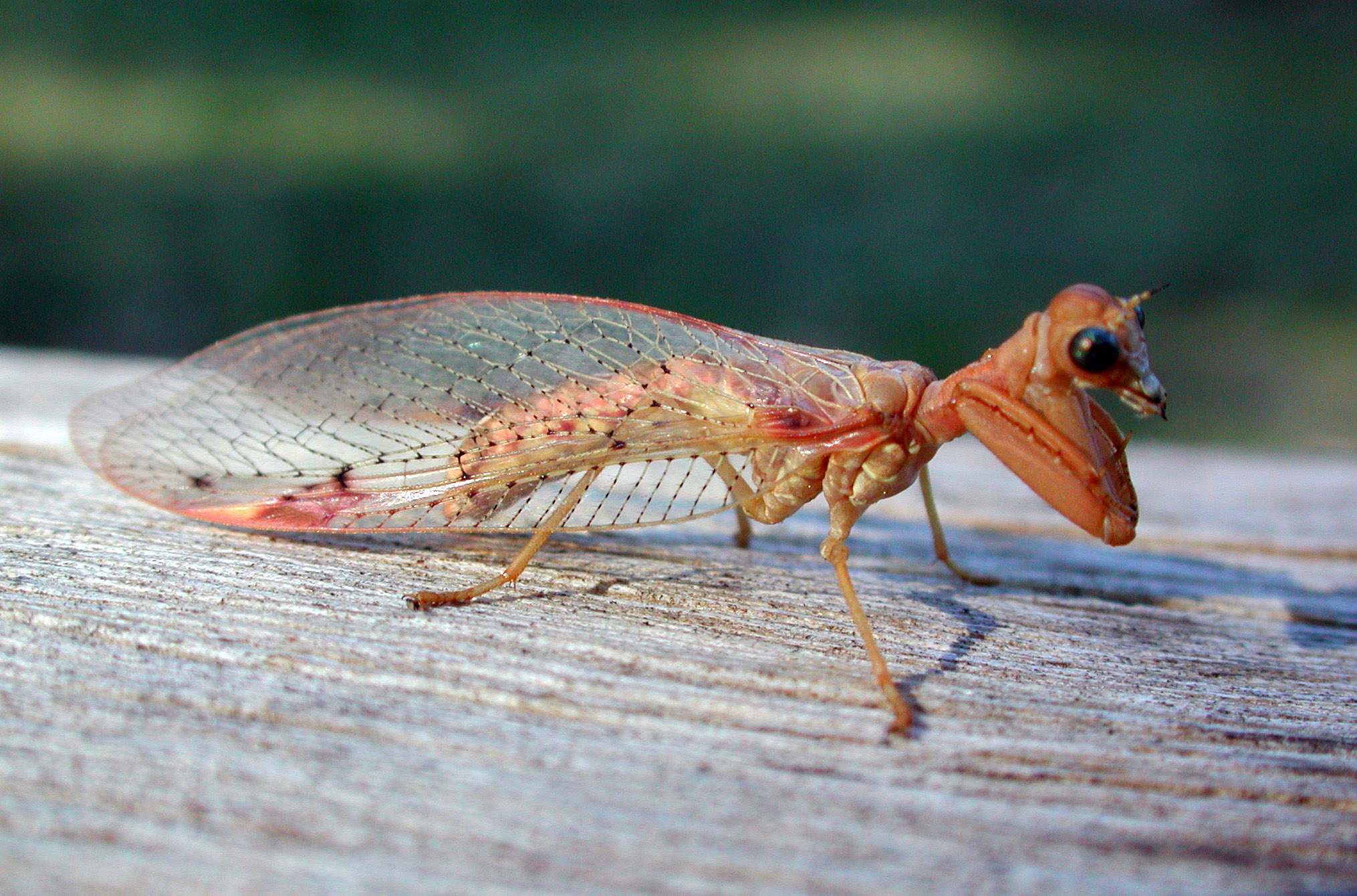
Ditaxis biseriata (Westwood, 1852)

Для ювенильных особей всех сетчатокрылых характерно наличие трёх пар ног и отсутствие нижнечелюстных щупиков. При этом ноги личинок заканчиваются пятичлениковыми лапками с двумя коготками.
Сетчатокрылые значительно различаются не только по внешнему виду, но и по организации жизненного цикла. Для полноты картины рассмотрим развитие нескольких основных семейств отряда. Наиболее характерным и часто встречающимся представителем сетчатокрылых является обыкновенная златоглазка (Chrysopa carnea). Этих преимущественно ночных хищников легко встретить в саду или на опушке леса. Взрослые животные имеют тело до 1 см и размах крыльев до 3 см, они откладывают яйца на нижнюю поверхность листьев растений. Некрупные яйца на изящной ножке можно найти рядом с местами скопления тлей. Выходящая из яйца хищная личинка имеет серповидно изогнутые заострённые челюсти и ведет открытый образ жизни. Окукливаются личинки златоглазки в белом паутинном коконе.
Представители семейства мантиспы напоминают богомолов, благодаря сильно увеличенным передним ногам, приспособленными для захватывания добычи.
Ещё одно интересное семейство сетчатокрылых — Osmylidae. Взрослые особи данного семейства имеют тёмную окраску тела и крыльев. Летают осмилиды медленно, в основном возле водоёмов, на берегу которых они откладывают белые овальные яйца. Личинка появляется через 5-6 дней и сразу же устремляется в воду. Вылупляющиеся личинки осмилов имеют особые дыхальца, которые позволяют им вести полуводный образ жизни. Окукливание осмилов происходит вне воды, на берегу, по окончании зимовки.
Своеобразен образ жизни муравьиных львов (Myrmeleontidae). Представители данного семейства отличаются крупными размерами и сложным поведением при ловле добычи. Хищная личинка муравьиного льва роет в сухом песке ловчую воронкообразную ямку, из которой торчат только её челюсти. Мелкие насекомые, в том числе муравьи, пробегая по краю «ловушки», скатываются вниз и становятся добычей личинки. Окукливание личинки происходит здесь же, в песке, при этом отдельные песчинки скрепляются шёлковыми нитями в плотный «футляр», защищающий будущего муравьиного льва.
Большинство сетчатокрылых предпочитает тропический и субтропический климатические пояса. В пределах лесной зоны представители отряда выбирают различные места обитания, предпочитая опушки, поляны, кустарники и возобновления леса. Сетчатокрылые свободно перемещаются в поисках пищи, они активные хищники и на личиночной, и на имагинальной стадиях развития. Виды Planipennia освоили практически все типы местообитаний. Личинки одного из самых древних семейств отряда — Dilaridae — обитают в почве, охотясь на долгоносиков и других мелких насекомых. Сходный образ жизни ведут австралийские итониды (Ithonidae). Личинки одного из видов рода Nallachius, обитающего в Америке, заселяют древесные ходы, оставляемые насекомыми-вредителями. На берегах водоёмов, под камнями или в воде, можно встретить личинки осмилов (Osmylidae) — благодаря особому строению дыхательной системы они могут дышать не только атмосферным воздухом, но и растворённым в воде кислородом. Ещё лучше приспособлены к водному образу жизни сетчатокрылые семейства сизирид (Sisyridae). Их личинки практически не поднимаются к поверхности, населяя колонии пресноводных губок — бадяг. Planipennia питаются тлями, червецами, медяницами, долгоносиками, другими мелкими сосущими насекомыми, а также личинками мух и клещами, что определяет их высокое практическое значение.

## Эволюционная история
«Золотой век» сетчатокрылых пришелся на середину и конец юрского периода, когда они были наиболее обильны и играли важную роль в экосистемах. В это время существовали такие вымершие семейства сетчатокрылых, как Grammolingiidae, Panfiloviidae, Saucrosmylidae, Parakseneuridae и Kalligrammatidae. Пик разнообразия отряда наблюдался в первой половине мелового периода, в это время широкое распространение получили такие вымершие семейства как Mesochrysopidae, Araripeneuridae и Dipteromantispidae.

## Классификация
В 1950-х годах считалось, что отряд Neuroptera, помимо собственно сетчатокрылых (Planipennia), включает подотряды большекрылых (Megaloptera) и верблюдок (Raphidioptera). За прошедшие годы представления систематиков о структуре группы существенно изменились. В настоящее время при построении классификации отряда сетчатокрылых наибольшее внимание уделяется эволюционным взаимоотношениям между семействами внутри группы. Согласно одной из принятых классификаций, отряд Neuroptera делится на два подотряда: Myrmeleontiformia и Hemerobiiformia. Семейство Nevrorthidae, обладающее рядом примитивных черт, рассматривается рядом авторов как базальное по отношению к остальным представителям отряда. По мнению других специалистов, наиболее базальным семейством сетчатокрых следует считать пыльнокрылов.
Однако, если исключить вымершие и нерешённые таксоны, по одной из современных классификаций сетчатокрылых в отряде на основании, главным образом,  морфологических признаков традиционно выделяют три подотряда, из которых Hemerobiiformia по данным молекулярно-генетических исследований признан искусственным (парафилетическим), и только Myrmeleontiformia монофилетичен. По классификации 2018 года Nevrorthidae включены в состав Osmyloidea, а наиболее древним из современных признано семейство Coniopterygidae.

### Классификация 2005 года

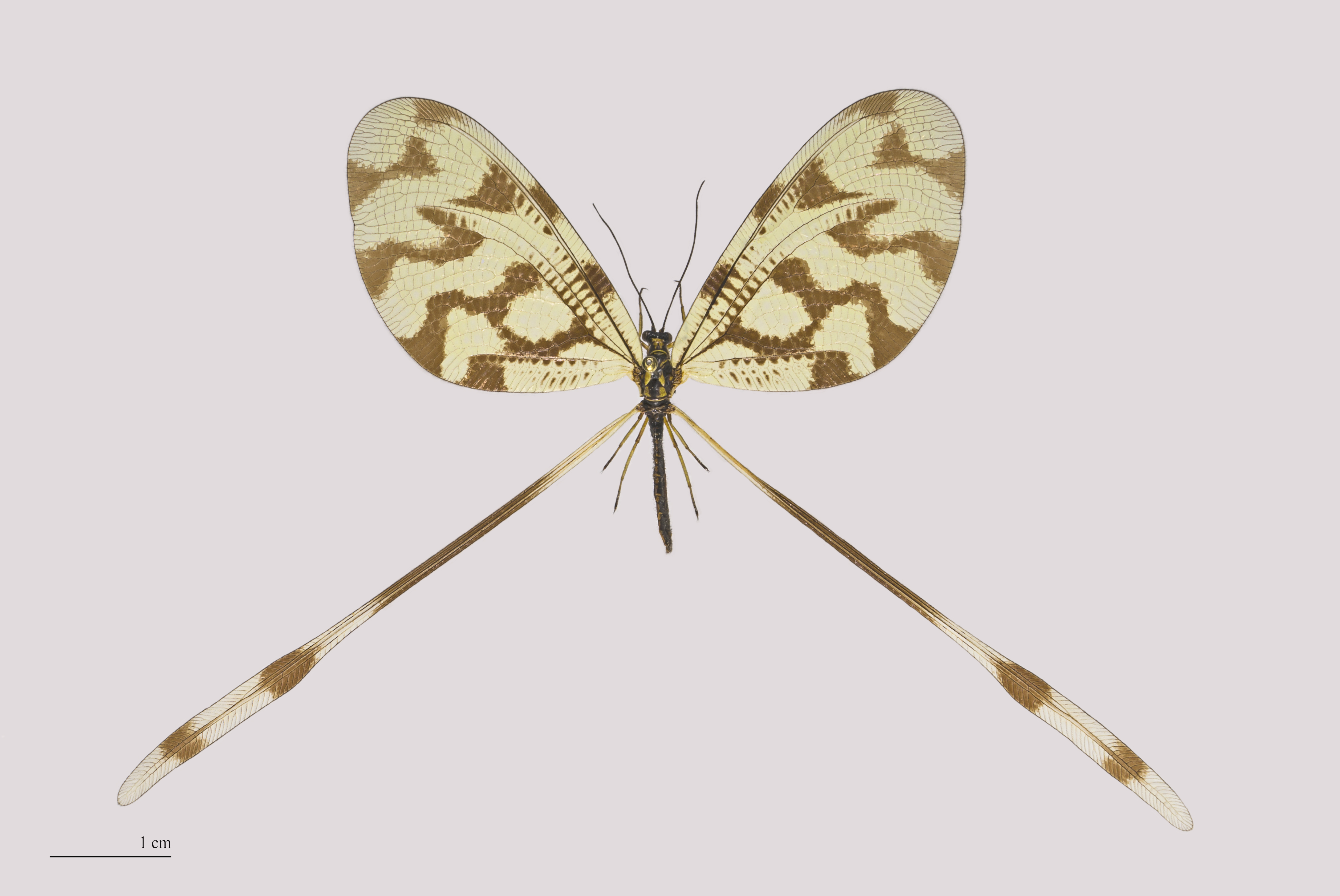
нитекрылки — Nemoptera sp.

В отряде выделяют следующие таксоны до семейства включительно:
- Подотряд Nevrorthiformia
  - Семейство Nevrorthidae
- Подотряд гемеробиевые (Hemerobiiformia)
  - Надсемейство Ithonioidea
    - Семейство итониды (Ithonidae)
    - Семейство Polystoechotidae

  - Надсемейство Osmyloidea
    - Семейство Archeosmylidae
    - Семейство осмилиды (Osmylidae)
    - Семейство златоглазки (Chrysopidae)

  - Надсемейство Hemerobioidea
    - Семейство гемеробы (Hemerobiidae)
    - Семейство Solenoptilidae

  - Надсемейство Coniopterygoidea
    - Семейство пыльнокрылы (Coniopterygidae)
    - Семейство сизириды (Sisyridae)

  - Надсемейство Mantispoidea
    - Семейство дилариды (Dilaridae)
    - Семейство †Dipteromantispidae
    - Семейство мантиспиды (Mantispidae)
    - Семейство рахиберотиды (Rhachiberothidae)
    - Семейство беротиды (Berothidae)
- Подотряд муравьельвы (Myrmeleontiformia)
  - Надсемейство Nemopteroidea
    - Семейство психопсиды (Psychopsidae)
    - Семейство нитекрылки (Nemopteridae)

  - Надсемейство Myrmeleontoidea
    - Семейство нимфиды (Nymphidae)
    - Семейство муравьиные львы (Myrmeleontidae)
    - Семейство аскалафы (Ascalaphidae)

### Классификация 2018 года
По классификации 2018 года в отряде выделяют корневую группу Coniopterygoidea, сестринскую к остальным представителям отряда, называемым Euneuroptera. В составе Euneuroptera выделяют Osmyloidea + [Dilaroidea + (Mantispoidea + Neoneuroptera)]. В составе Neoneuroptera выделяют Hemerobioidea + Geoneuroptera. В составе Geoneuroptera выделяют Ithonoidea + Myrmeleontiformia (из двух надсемейств Myrmeleontoidea + Psychopsoidea):
- Надсемейство Coniopterygoidea
  - Семейство Coniopterygidae — Пыльнокрылые, или пыльнокрылы
- Euneuroptera
  - Надсемейство Osmyloidea
    - Семейство Sisyridae — Сизириды
    - Семейство Nevrorthidae
    - Семейство Osmylidae — Осмилиды

  - Надсемейство Dilaroidea
    - Семейство Dilaridae — Дилариды

  - Надсемейство Mantispoidea
    - † Семейство Mesoberothidae
    - Семейство Berothidae — Беротиды
    - Семейство Rhachiberothidae
    - Семейство Mantispidae — Мантиспиды

  - Neoneuroptera
    - Надсемейство Hemerobioidea
      - † Семейство Ascalochrysidae
      - † Семейство Solenoptilidae
      - † Семейство Osmylitidae
      - Семейство Hemerobiidae — Гемеробы
      - Семейство Chrysopidae — Златоглазки

    - Geoneuroptera
      - Надсемейство Ithonoidea
        - Семейство Ithonidae — Итониды

      - Myrmeleontiformia
        - Надсемейство Myrmeleontoidea
          - † Семейство Rafaelianidae
          - Семейство Nymphidae — Нимфиды
          - Семейство Nemopteridae — Нитекрылки
          - Семейство Ascalaphidae — Аскалафы
          - † Семейство Babinskaiidae
          - Семейство Myrmeleontidae — Муравьиные львы

        - Надсемейство Psychopsoidea
          - † Семейство Panfiloviidae
          - † Семейство Prohemerobiidae
          - † Семейство Kalligrammatidae — Каллиграмматиды
          - † Семейство Aetheogrammatidae — Этеограмматиды
          - Семейство Psychopsidae — Психопсиды
          - † Семейство Osmylopsychopidae

## Интернет-источники
- [bse.sci-lib.com/article101765.html Сетчатокрылые / Гиляров М. С. // Большая советская энциклопедия, интернет-версия]
- Ponomarenko, A.G. & Shcherbakov, D.E. (2004): New Lacewings (Neuroptera) from the Terminal Permian and Basal Triassic of Siberia. Paleontological Journal 38(S2): S197-S203. PDF fulltext
- Haaramo, Mikko (2008): Mikko’s Phylogeny Archive: Neuroptera. Version of 2008-MAR-11. Retrieved 2008-APR-27.